# Chrysso calima
Chrysso calima là một loài nhện trong họ Theridiidae.
Loài này thuộc chi Chrysso. Chrysso calima được miêu tả năm 1992 bởi Buckup & Marques.